# ヤン・ポルセリス
ヤン・ポルセリス（Jan Porcellis、1582年頃 - 1632年1月29日）はオランダの画家である。海洋画を描いた。名前はヨハネス (Johannes) ともされ、姓は「Pourcelles」、「Parcellis」、「 Percelles」、「 Perselles」など様々な説がある。

## 略歴
ヘントで生まれた。八十年戦争（オランダ独立戦争）の中、1585年のスペイン軍の南オランダ侵攻によって、家族とロッテルダムに逃れた。ロッテルダムの出版業者ヤン・ファン・ドゥーティフム(Jan van Doetechum)のもとで挿絵画家として働いたと考えられ、1605年にロッテルダムにいて、結婚した記録が残っている。ヤン・ファン・ドゥーティフムは船の絵や地図を出版していたことで知られ、ロンドンにも販路をもっていて、ポルセリスもロンドンを訪れ、娘の一人は1615年以前にロンドンで生まれたとされる記録がある。
1615年にロッテルダムで借金が返せなくなり、アントウェルペンに移った。1617年にアントウェルペンの聖ルカ組合に入会した。財政状況は改善せず、1818年には助手などを用意されて20日間に40点の作品を描く契約を結ぶことになった。
1622年にハールレムに移り、1624年にアムステルダムに移った。ハールレムでヤン・ファン・ホーイェン、サロモン・ファン・ロイスダール、ピーテル・デ・モラインといったハールレムで活動する風景画家たちの影響を受けて、新しいスタイルの海洋画を描くようになった。オランダの画家の伝記作家のアルノルト・ホウブラーケンはヘンドリック・コルネリスゾーン・フローム(Hendrik Cornelisz Vroom: c.1562–1640)の弟子になったとしているが、それは疑わしいとされている。
1626年にはデンハーグに近いVoorburgに住み、1628年頃からはライデンの近くに住んだ。
ポルセリスは17世紀初頭のオランダにおける代表的な海洋画家とされる。弟子とされる画家や影響を与えた画家にはシモン・デ・フリーヘルやウィレム・ファン・ディースト(Willem van Diest)、ヘンドリック・ファン・アントニッセン(Hendrick van Anthonissen)、ヤン・ファン・デ・カペレ(Jan van de Cappelle)がいる。